# Kanton Châteauneuf-sur-Cher
Châteauneuf-sur-Cher is een voormalig kanton van het Franse departement Cher. Het kanton maakte deel uit van het arrondissement Saint-Amand-Montrond. Het werd opgeheven bij decreet van 21 februari 2014 met uitwerking op 22 maart 2015.

## Gemeenten
Het kanton Châteauneuf-sur-Cher omvatte de volgende gemeenten:
- Chambon
- Châteauneuf-sur-Cher (hoofdplaats)
- Chavannes
- Corquoy
- Crézançay-sur-Cher
- Saint-Loup-des-Chaumes
- Saint-Symphorien
- Serruelles
- Uzay-le-Venon
- Vallenay
- Venesmes